# Ouzola
L'Ouzola ou Oussola (en russe : Узола, Усола) est une rivière de Russie et un affluent de la rive gauche de la Volga.

## Géographie
Elle arrose l'oblast de Nijni Novgorod.
L'Ouzola est longue de 147 km et son bassin versant s'étend sur 1 920 km2.
L'Ouzola est gelée de novembre à avril.